# Pajo
Pajo is een plaats in het Bhutanese district Punakha.